# Winter World University Games 2025/Teilnehmer (Schweiz)
| Gelbes Symbol für Goldmedaillen mit stilisierten Olympischen Ringen | Graues Symbol für Silbermedaillen mit stilisierten Olympischen Ringen | Braundes Symbol für Bronzemedaillen mit stilisierten Olympischen Ringen |
| ------------------------------------------------------------------- | --------------------------------------------------------------------- | ----------------------------------------------------------------------- |
| 4                                                                   | 5                                                                     | 5                                                                       |

Die Schweiz nahm mit 37 Athleten (22 Männer und 15 Frauen) an den Winter World University Games 2025 in Turin teil.

## Medaillen

### Medaillenspiegel
| Rang   | Sportart              | Gold | Silber | Bronze | Gesamt |
| ------ | --------------------- | ---- | ------ | ------ | ------ |
| 1      | Ski Alpin             | 3    | 4      | 1      | 8      |
| 2      | Skilanglauf           | 1    | 1      | 1      | 3      |
| 3      | Ski-Orientierungslauf | —    | —      | 2      | 2      |
| 4      | Curling               | —    | —      | 1      | 1      |
| Gesamt | Gesamt                | 4    | 5      | 5      | 14     |

### Medaillengewinner
| Name/n                                                   | Sportart              | Wettkampf                     |
| -------------------------------------------------------- | --------------------- | ----------------------------- |
| Gold                                                     |                       |                               |
| Loïc Chable                                              | Ski Alpin             | Alpine Kombination            |
| Sue Piller                                               | Ski Alpin             | Riesenslalom                  |
| Sue Piller                                               | Ski Alpin             | Slalom                        |
| Nolan Gertsch                                            | Skilanglauf           | Sprint klassisch              |
| Silber                                                   |                       |                               |
| Amélie Klopfenstein                                      | Ski Alpin             | Slalom                        |
| Sue Piller Gino Stucki Mathilde Phillips Loïc Chable     | Ski Alpin             | Mannschaft                    |
| Loïc Chable                                              | Ski Alpin             | Riesenslalom                  |
| Delphine Darbellay                                       | Ski Alpin             | Riesenslalom                  |
| Nolan Gertsch Silvan Durrer Maxime Béguin Jan Fässler    | Skilanglauf           | 4 × 7,5 km klassisch/Freistil |
| Bronze                                                   |                       |                               |
| Jan Iseli Maximilian Winz Dean Hürlimann Sandro Fanchini | Curling               | Männerturnier                 |
| Carla Wohler                                             | Skilanglauf           | 10 km Freistil                |
| Delia Giezendanner                                       | Ski-Orientierungslauf | Sprint                        |
| Delia Giezendanner Corsin Boos                           | Ski-Orientierungslauf | Staffel                       |
| Nick Spörri                                              | Ski Alpin             | Riesenslalom                  |

## Teilnehmer nach Sportarten

### Curling
| Wettbewerb      | Männer | Mixed-Doppel                                                                                             |
| --------------- | --- | --- |
| Athleten        | Jan Iseli Maximilian Winz Dean Hürlimann Sandro Fanchini                                                                      | Nadine Bärtschiger Matthieu Fague                                                                        |
| Gruppenphase    | Kanada 5:7 Vereinigte Staaten 2:6 Norwegen 5:8 Südkorea 7:5 China 6:5 Ukraine 5:7 Großbritannien 4:3 Italien 7:4 Schweden 6:1 | Japan 7:9 Großbritannien 5:8 Kanada 4:9 Vereinigte Staaten 9:8 Norwegen 8:5 Deutschland 5:10 Italien 5:8 |
| Halbfinale      | Norwegen 4:7 | ausgeschieden                                                                                            |
| Spiel um Bronze | Kanada 6:1 | ausgeschieden                                                                                            |
| Rang            | Bronze | 6 |

### Ski Alpin
| Athleten            | Wettbewerbe        | 1. Lauf     | 1. Lauf | 2. Lauf     | 2. Lauf | Gesamt      | Gesamt |
| Athleten            | Wettbewerbe        | Zeit        | Rang    | Zeit        | Rang    | Zeit        | Rang   |
| ------------------- | ------------------ | ----------- | ------- | ----------- | ------- | ----------- | ------ |
| Frauen              |                    |             |         |             |         |             |        |
| Delphine Darbellay  | Slalom             | —           | —       | —           | —       | DNF         | DNF    |
| Delphine Darbellay  | Riesenslalom       | 1:04,46 min | 6       | 1:02,72 min | 1       | 2:07,18 min | Silber |
| Elise Hitter        | Riesenslalom       | 1:05,49 min | 15      | 1:04,77 min | 14      | 2:10,26 min | 13     |
| Elise Hitter        | Slalom             | 42,11 s     | 32      | 39,93 s     | 23      | 1:22,04 min | 28     |
| Amélie Klopfenstein | Slalom             | 40,15 s     | 7       | 39,13 s     | 3       | 1:19,28 min | Silber |
| Elyssa Kuster       | Alpine Kombination | 1:02,83 min | 13      | 51,26 s     | 1       | 1:54,09 min | 5      |
| Elyssa Kuster       | Riesenslalom       | 1:07,55 min | 36      | 1:06,02 min | 28      | 2:13,57 min | 29     |
| Elyssa Kuster       | Slalom             | 40,90 s     | 18      | 39,27 s     | 9       | 1:20,17 min | 14     |
| Elyssa Kuster       | Super-G            | —           | —       | —           | —       | 1:05,15 min | 16     |
| Chiara Lanz         | Slalom             | 39,91 s     | 5       | 40,04 s     | 24      | 1:19,95 min | 11     |
| Chiara Lanz         | Riesenslalom       | 1:07,10 min | 32      | 1:05,50 min | 25      | 2:12,60 min | 27     |
| Nina Lehmann        | Alpine Kombination | 1:02,71 min | 10      | 54,33 s     | 20      | 1:57,04 min | 15     |
| Nina Lehmann        | Super-G            | —           | —       | —           | —       | DNS         | DNS    |
| Mathilde Phillips   | Alpine Kombination | 1:02,76 min | 11      | 51,55 s     | 4       | 1:54,31 min | 6      |
| Mathilde Phillips   | Riesenslalom       | 1:04,95 min | 10      | DNF         | DNF     | DNF         | DNF    |
| Mathilde Phillips   | Slalom             | 40,83 s     | 17      | 39,89 s     | 22      | 1:20,72 min | 20     |
| Mathilde Phillips   | Super-G            | —           | —       | —           | —       | 1:02,93 min | 10     |
| Sue Piller          | Riesenslalom       | 1:03,46 min | 1       | 1:03,12 min | 2       | 2:06,58 min | Gold   |
| Sue Piller          | Slalom             | 39,88 s     | 3       | 39,26 s     | 7       | 1:19,14 min | Gold   |
| Männer              |                    |             |         |             |         |             |        |
| Loïc Chable         | Alpine Kombination | 58,19 s     | 1       | 41,23 s     | 4       | 1:39,42 min | Gold   |
| Loïc Chable         | Riesenslalom       | 1:01,29 min | 5       | 1:02,64 min | 3       | 2:03,93 min | Silber |
| Loïc Chable         | Slalom             | 42,08 s     | 20      | DNF         | DNF     | DNF         | DNF    |
| Loïc Chable         | Super-G            | —           | —       | —           | —       | DNF         | DNF    |
| Robert Clarke       | Alpine Kombination | 59,85 s     | 19      | 41,81 s     | 8       | 1:41,66 min | 11     |
| Robert Clarke       | Super-G            | —           | —       | —           | —       | 58,64       | 9      |
| Joel Lütolf         | Slalom             | 40,72 s     | 7       | 40,00 s     | 6       | 1:20,72 min | 4      |
| Aaron Mayer         | Alpine Kombination | 59,40 s     | 13      | 42,28 s     | 16      | 1:41,68 min | 12     |
| Aaron Mayer         | Riesenslalom       | 1:01,18 min | 3       | DNF         | DNF     | DNF         | DNF    |
| Aaron Mayer         | Super-G            | —           | —       | —           | —       | DNF         | DNF    |
| Nick Spörri         | Riesenslalom       | 1:01,18 min | 3       | 1:02,78 min | 6       | 2:03,96 min | Bronze |
| Gino Stucki         | Slalom             | 40,47 s     | 6       | 40,77 s     | 20      | 1:21,24 min | 10     |
| Gino Stucki         | Alpine Kombination | 59,04 s     | 5       | 41,12 s     | 2       | 1:40,16 min | 4      |
| Gino Stucki         | Riesenslalom       | DNF         | DNF     | DNF         | DNF     | DNF         | DNF    |
| Gino Stucki         | Super-G            | —           | —       | —           | —       | 59,37 s     | 17     |
| Federico Toscano    | Alpine Kombination | 1:00,37 min | 24      | 42,80 s     | 26      | 1:43,17 min | 24     |
| Federico Toscano    | Riesenslalom       | 1:02,12 min | 16      | 1:03,52 min | 17      | 2:05,64 min | 17     |

| Athleten                                             | Wettbewerbe | Achtelfinale | Achtelfinale | Viertelfinale | Viertelfinale | Halbfinale | Halbfinale | Finale   | Finale | Rang   |
| Athleten                                             | Wettbewerbe | Gegner       | Punkte       | Gegner        | Punkte        | Gegner     | Punkte     | Gegner   | Punkte | Rang   |
| ---------------------------------------------------- | ----------- | ------------ | ------------ | ------------- | ------------- | ---------- | ---------- | -------- | ------ | ------ |
| Mixed                                                |             |              |              |               |               |            |            |          |        |        |
| Sue Piller Gino Stucki Mathilde Phillips Loïc Chable | Mannschaft  | Niederlande  | 3:1          | Österreich    | 2:2           | Frankreich | 2:2        | Schweden | 2:2    | Silber |

### Skilanglauf
| Athleten                                              | Wettbewerbe                   | Zeit        | Rang   |
| ----------------------------------------------------- | ----------------------------- | ----------- | ------ |
| Frauen                                                |                               |             |        |
| Malia Elmer                                           | 10 km Freistil                | 32:33,2 min | 46     |
| Malia Elmer                                           | 20 km Massenstart klassisch   | DNF         | DNF    |
| Helena Guntern                                        | 10 km Freistil                | 29:40,9 min | 17     |
| Helena Guntern                                        | 20 km Massenstart klassisch   | 1:10:58,1 h | 12     |
| Carla Wohler                                          | 10 km Freistil                | 28:23,2 min | Bronze |
| Carla Wohler                                          | 20 km Massenstart klassisch   | DNF         | DNF    |
| Gianna Wohler                                         | 20 km Massenstart klassisch   | DNF         | DNF    |
| Helena Guntern Carla Wohler Gianna Wohler Malia Elmer | 4 × 7,5 km klassisch/Freistil | 1:22:41,3 h | 4      |
| Männer                                                |                               |             |        |
| Nolan Gertsch                                         | 10 km Freistil                | 26:53,0 min | 59     |
| Nolan Gertsch                                         | 20 km Massenstart klassisch   | 58:56,1 min | 15     |
| Robin Locher                                          | 10 km Freistil                | 26:09,9 min | 44     |
| Robin Locher                                          | 20 km Massenstart klassisch   | 1:03:19,7 h | 41     |
| Maxime Béguin                                         | 10 km Freistil                | 24:53,1 min | 8      |
| Maxime Béguin                                         | 20 km Massenstart klassisch   | 59:14,3 min | 18     |
| Silvan Durrer                                         | 10 km Freistil                | 25:17,0 min | 17     |
| Silvan Durrer                                         | 20 km Massenstart klassisch   | 1:00:06,7 h | 25     |
| Jan Fässler                                           | 20 km Massenstart klassisch   | 1:00:23,8 h | 27     |
| Nolan Gertsch Silvan Durrer Maxime Béguin Jan Fässler | 4 × 7,5 km klassisch/Freistil | 1:09:06,8 h | Silber |

| Athleten                       | Wettbewerbe         | Qualifikation | Qualifikation | Viertelfinale | Viertelfinale | Halbfinale    | Halbfinale    | Finale        | Finale        | Rang |
| Athleten                       | Wettbewerbe         | Zeit          | Rang          | Zeit          | Rang          | Zeit          | Rang          | Zeit          | Rang          | Rang |
| ------------------------------ | ------------------- | ------------- | ------------- | ------------- | ------------- | ------------- | ------------- | ------------- | ------------- | ---- |
| Frauen                         |                     |               |               |               |               |               |               |               |               |      |
| Malia Elmer                    | Sprint klassisch    | 3:41,85 min   | 18            | 3:36,14 min   | 4             | ausgeschieden | ausgeschieden | ausgeschieden | ausgeschieden | 19   |
| Helena Guntern                 | Sprint klassisch    | 3:55,05 min   | 32            | ausgeschieden | ausgeschieden | ausgeschieden | ausgeschieden | ausgeschieden | ausgeschieden | 32   |
| Carla Wohler                   | Sprint klassisch    | 3:40,21 min   | 14            | 3:35,89 min   | 3             | ausgeschieden | ausgeschieden | ausgeschieden | ausgeschieden | 15   |
| Gianna Wohler                  | Sprint klassisch    | 3:47,39 min   | 24            | 3:43,40 min   | 5             | ausgeschieden | ausgeschieden | ausgeschieden | ausgeschieden | 24   |
| Männer                         |                     |               |               |               |               |               |               |               |               |      |
| Nolan Gertsch                  | Sprint klassisch    | 3:02,13 min   | 5             | 2:57,60 min   | 1             | 2:58,65 min   | 1             | 3:02,98 min   | 1             | Gold |
| Dimitri Krayenbühl             | Sprint klassisch    | 3:09,93 min   | 24            | 3:14,86 min   | 6             | ausgeschieden | ausgeschieden | ausgeschieden | ausgeschieden | 26   |
| Silvan Durrer                  | Sprint klassisch    | 3:10,06 min   | 25            | 2:58,82 min   | 4             | ausgeschieden | ausgeschieden | ausgeschieden | ausgeschieden | 16   |
| Robin Locher                   | Sprint klassisch    | 3:21,91 min   | 64            | ausgeschieden | ausgeschieden | ausgeschieden | ausgeschieden | ausgeschieden | ausgeschieden | 60   |
| Mixed                          |                     |               |               |               |               |               |               |               |               |      |
| Carla Wohler Silvan Durrer     | Teamsprint Freistil | 7:09,23 min   | 5             | —             | —             | —             | —             | 23:10,80 min  | 9             | 9    |
| Malia Elmer Dimitri Krayenbühl | Teamsprint Freistil | 7:12,01 min   | 9             | —             | —             | —             | —             | 24:25,99 min  | 14            | 14   |

### Ski-Orientierungslauf
| Athleten                           | Wettbewerbe | Zeit      | Rang   |
| ---------------------------------- | ----------- | --------- | ------ |
| Frauen                             |             |           |        |
| Delia Giezendanner                 | Sprint      | 13:22 min | Bronze |
| Flurina Müller                     | Sprint      | 15:04 min | 16     |
| Männer                             |             |           |        |
| Corsin Boos                        | Sprint      | 13:07 min | 4      |
| Andri Jordi                        | Sprint      | 13:38 min | 8      |
| Gian-Andri Müller                  | Sprint      | 13:31 min | 7      |
| Corsin Nigno Müller                | Sprint      | 13:13 min | 5      |
| Mixed                              |             |           |        |
| Delia Giezendanner Corsin Boos     | Staffel     | 45:28 min | Bronze |
| Flurina Müller Corsin Nigno Müller | Staffel     | 46:18 min | 5      |